# Echinococcus multilocularis
Echinococcus multilocularis és una espècie de cestode de l'ordre Cyclophyllidea, conegut com a tènia de la guineu i que, com Echinococcus granulosus, causa una hidatidosi en molts mamífers, incloent rosegadors i humans.

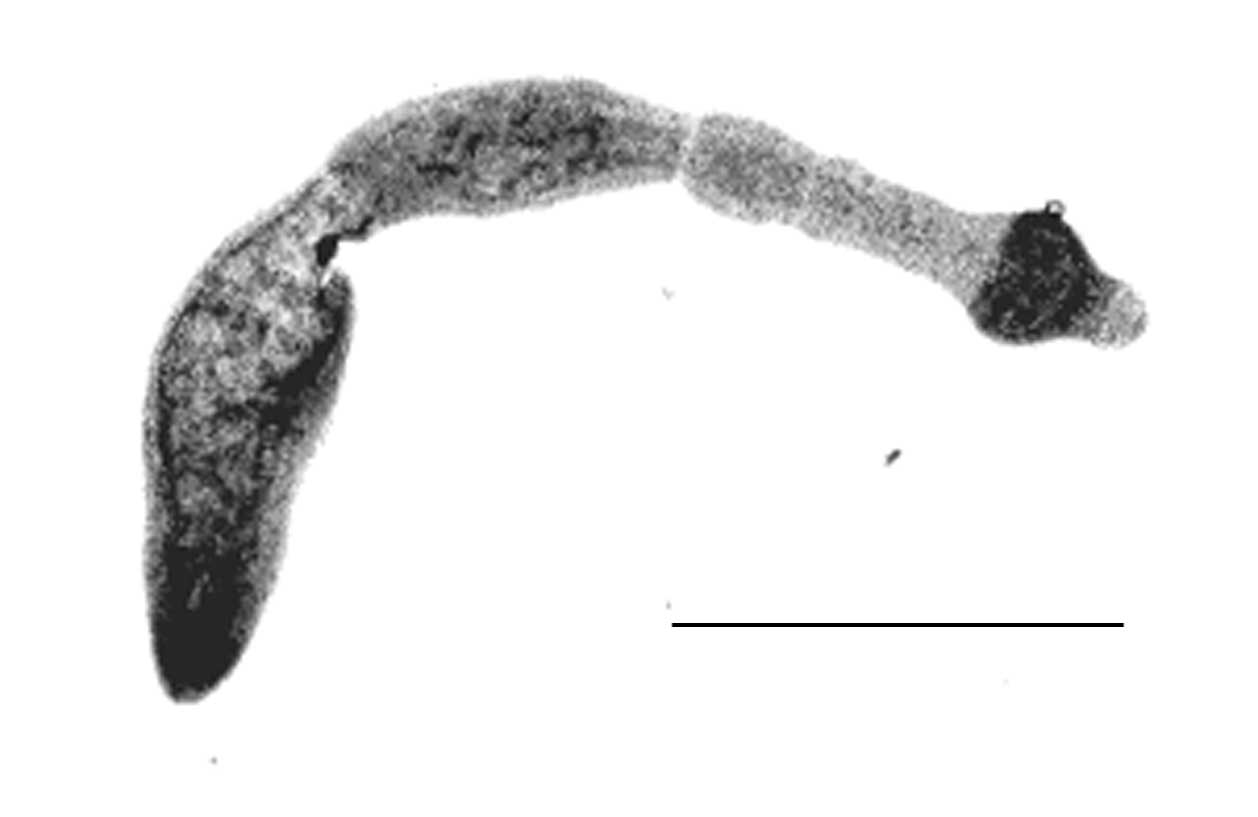
E. multilocularis aïllat d'una guineu a Hongria (Escala de la línia: 0,5 mm)

A diferència d'E. granulosus, E. multilocularis produeix petits quists alveolars (provocant una infecció multilocular, coneguda amb el nom d'equinococcosi alveolar o malaltia alveolar hidatídica) que es pot estendre per metàstasi a diferents òrgans del cos. Quan aquests quists són ingerits per cànids (en especial Vulpes vulpes), normalment en consumir rosegadors afectats pel paràsit, produeixen una infecció en ells que pot afectar el tracte intestinal, els pulmons, el fetge i/o la pròstata. Encara que els felins mostren una baixa susceptibilitat experimental a la infecció, han estat registrats casos d'infecció natural en gats.
Els cucs adults produeixen ous i proglotis que són dipositades a l'exterior juntament amb la femta. També aquestes proglotis tenen la capacitat de salvar l'esfínter anal activament. Els rosegadors són els hostes intermediaris més freqüents, però l'ésser humà pot infectar-se per ingesta accidental d'ous o proglòtides, via mà-boca després del contacte amb animals i/o al beure aigües sense tractar o menjar verdures fresques que s'han contaminat. Una vegada adquirit el paràsit, els quists (o hidàtides) tenen un període d'incubació presimptomàtic llarg i que varia segons el seu nombre i la via infecciosa, amb un patró de creixement molt lent en les persones immunocompetents, però poden arribar a tenir una disseminació corporal considerable i provocar seriosos danys en els òrgans afectats, en especial el fetge.
E. multilocularis representa una important amenaça per a la salut pública a la Xina, Sibèria i Europa central. S'ha detectat en gossos i llops dels Alps italians. La prevalença d'E. multilocularis entre la fauna europea varia notablement entre països, sent baixa 
(≤1%) a Dinamarca, Eslovènia i Suècia i alta (>10%) a la República Txeca, Estònia, França, Alemanya o Liechtenstein, per exemple (dades de 2016).
L'OMS i l'OIE consideren a E. multilocularis un patogen globalment emergent, sobretot a l'hemisferi nord. El control d'aquest microorganisme és difícil, ja que el seu cicle vital primari té lloc predominantment en espècies de vida salvatge, sent els animals domèstics un problema epidemiològic de menor gravetat.